# Sinal de Vida
Sinal de Vida  é o título do décimo oitavo romance do jornalista e escritor português José Rodrigues dos Santos, lançado em 2017 pela Gradiva. É o nono livro da série Tomás Noronha, precedido por Vaticanum.

## Enredo
Um observatório astronómico capta uma estranha emissão vinda do espaço na frequência dos 1,42 megahertz. Um sinal de vida.
O governo americano e a ONU são imediatamente informados. Um objeto dirige-se à Terra.
A NASA prepara com urgência uma missão espacial internacional para ir ao encontro da nave desconhecida.
Tomás Noronha, o maior criptanalista do mundo, é recrutado para a equipa de astronautas. Começa assim a mais invulgar aventura do grande herói das letras portuguesas modernas, uma história de cortar a respiração que nos leva ao coração do maior mistério do universo.
Será a vida um acidente ou resultará de um desígnio?
Estaremos sós ou seremos um entre milhões de mundos habitados?
A existência é um acaso ou tem um propósito?